# Palau Reial de Pedralbes
El Palau Reial de Pedralbes és un edifici situat al barri del mateix nom del districte de les Corts de Barcelona, catalogat com a bé cultural d'interès nacional.

## Història

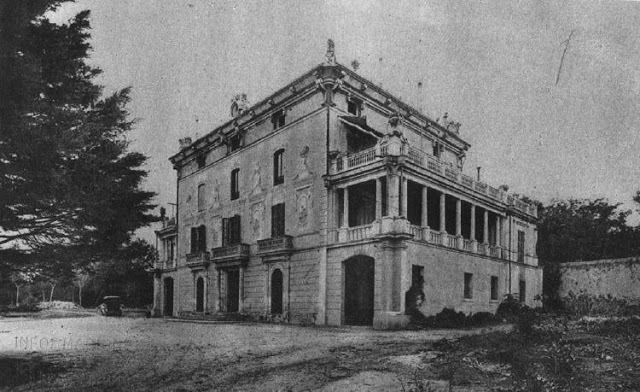
Torre Güell

El palau té el seu origen en l'antiga masia de Can Custó de les Corts de Sarrià, adquirida el 1859 per Joan Güell i Ferrer, que la va fer reformar per a convertir-la en una casa-torre d'estiueig, la Torre Güell. La finca fou heretada pel seu fill Eusebi Güell i Bacigalupi, que inicià una política d'expansió amb l'adquisició de les propietats circumdants: Cal Feliu, Can Baldiró, Can Berra o Cuiàs de la Riera i Can Granota, que juntes formaren la Finca Güell, d'una gran extensió (més de 30.000 m²). Eusebi Güell va encarregar-ne la reforma a l'arquitecte Joan Martorell i Montells, que convertí la torre en un palauet d'aire caribeny acompanyat d'una capella neogòtica, actualment desapareguda.

El 4 d'agost del 1921, Josep Maria Lacoma i Buxó (que hi va aportar la Torre Güell) i Joan Antoni Güell i López van constituir la Comissió Constructora del Palau Reial de Pedralbes, que n'encarregà el projecte a l'arquitecte Eusebi Bona, rellevat el 1922 per Francesc de Paula Nebot. Rafael Parcerisas s'encarregà de la decoració de l'anomenada avantcambra reial (utilitzada per la reina Victòria Eugènia de Battenberg), i Magí Pallerols de la dels dormitoris reials, sota la supervisió de Dolors de Càrcer i de Ros, baronesa de Maldà i marquesa de Castellbell i Castellmeià. Tal com recull la premsa de l'època, no es va tractar d'una rehabilitació sinó d'una construcció totalment nova:
| « | Las fachadas del edificio constituyen una reproducción aproximada del precioso palacio de estilo italiano de principios del siglo XIX, que tenían allí los condes de Güell. En su conjunto exterior, ofrece el aspecto de una villa regia del Mediterráneo, parecida a las de Toscana, dándole carácter de autenticidad la reproducción casi exacta de los frescos, en tono de sepia, que existían en la casa que sirvió de modelo. | » |

El 2 de maig del 1924, i davant la impossibilitat d'acabar les obres per manca de recursos econòmics, la Comissió va acordar la cessió del Palau i dels jardins que l'envolten a l'Ajuntament de Barcelona, que va assumir les factures pendents. El 12 de maig, en un acte protocol·lari amb l'assistència de diversos membres de l'aristocràcia i la burgesia locals, l'alcalde Fernando Álvarez de la Campa va lliurar-ne les claus al rei Alfons XIII, que el 17 de maig va atorgar el títol de baró de Minguella a Josep Maria Lacoma.
L'abril del 1931, en proclamar-se la República, tornà a les mans de l'Ajuntament, que el 1932 hi instal·là Museu de les Arts Decoratives. El 1937 fou la seu temporal del govern de la República presidit per Juan Negrín. Durant el règim franquista tornà a ser residència del cap de l'estat, però a partir del 1975, la residència de la família Reial a Barcelona és el Palauet Albéniz, situat a la muntanya de Montjuïc.
El 2010 s'hi va instal·lar la seu permanent de la Secretaria General de la Unió per al Mediterrani (UpM). El 2022, l'Ajuntament va cedir el palau i els jardins a la Generalitat de Catalunya amb el propòsit que fos una segona seu del govern on poder celebrar actes i trobades.

## Palau
Està format per un cos central de quatre plantes, amb una capella a la part posterior, i dues ales laterals de tres plantes que s'obren en corba a la façana principal. La façana exterior és d'estil noucentista amb porxos de columnes toscanes, obertures d'arc de mig punt amb medallons intercalats i gerros coronant la construcció. L'interior conté una diversa barreja d'estils, tant en decoració com en mobiliari, que van des de l'estil Lluís XIV fins als estils més contemporanis.

### Dormitoris Reials

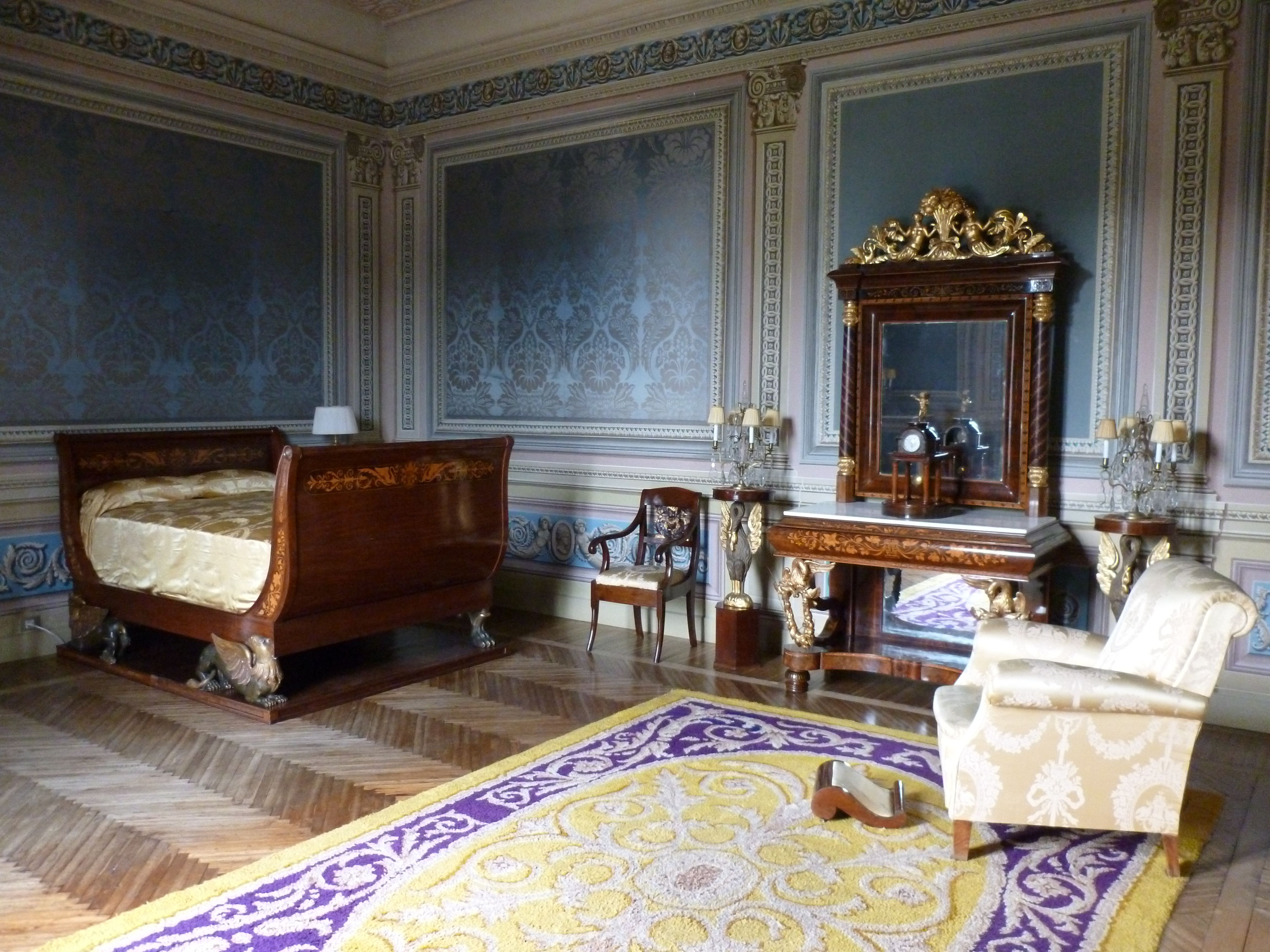
Dormitori del rei

A la dècada de 1920, els vents de modernitat arribaven a la Ciutat Comtal i, fins i tot, el mateix Alfons XIII en va ser testimoni (com per exemple la visita al pavelló de Mies Van der Rohe a l'Exposició Universal de Barcelona de 1929, on va rebre explicacions per boca del mateix arquitecte). Malgrat això, la decoració de la cambra del rei, l'avantcambra i la cambra de la reina Victòria Eugènia de Battenberg, tot i presentar un discurs harmònic i algunes peces força interessants, va ser concebuda amb paràmetres clarament historicistes, sota la batuta d'una aristocràcia barcelonina conservadora i ancorada en el passat.
El 1932, un cop caiguda la monarquia, els dormitoris reials es van integrar en el recorregut expositiu del Museu de les Arts Decoratives. Aleshores es van mostrar al públic tal com els havien deixat al marxar a l'exili, respectant en gran manera la decoració mural i el mobiliari existent.